# Regionalliga Nord
Ne pas confondre avec la Regionalliga Nord qui fut une ligue de niveau 2 entre  1963 et 1974 et la Regionalliga Nord qui fut une ligue de niveau 3 entre 1994 et 2008
La Regionalliga Nord est une des cinq séries qui composent le championnat d'Allemagne de football de quatrième division, depuis la saison 2012-2013. Entre 2008 et 2012, elle faisait partie des trois séries qui existaient alors, avec la Regionalliga Ouest et la Regionalliga Sud.
Depuis la saison 2008-2009, la Regionnaliga se situe entre 3. Liga et les Oberligen.
Cette compétition est aussi ouverte aux « équipes réserves » des clubs professionnels.

## Histoire

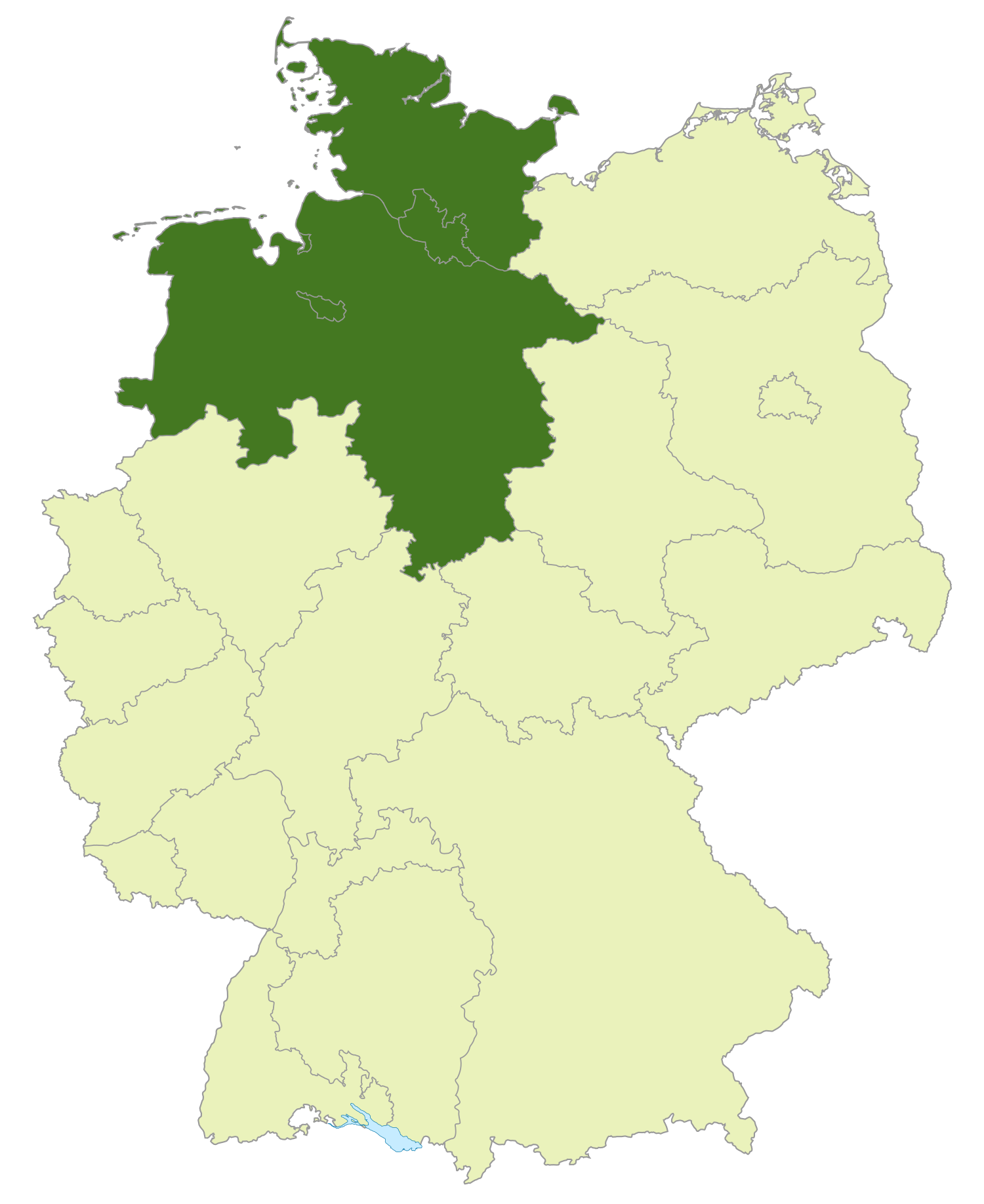
Regionalliga Nord depuis 2012

La Regionnalliga devint le niveau 4 du football allemand en vue de la saison 2008-2009, lorsque la DFB créa la 3. Liga. Elle remplace les championnats d'Oberliga Nord (IV), Oberliga Nordrhein (IV), Oberliga Westfalen (IV), Oberliga Nordost Nord (IV), Oberliga Nordost Süd (IV).
À partir de la saison 2008-2009, les trois séries de Regionnaliga repoussèrent les Oberligen au 5e rang de la hiérarchie allemande.

## Composition
Cette série regroupe de 2008 à 2012 les clubs localisés dans les Länder suivants : 
- Berlin
- Brandebourg
- Brême
- Hambourg
- Mecklembourg-Poméranie-Occidentale
- Basse-Saxe
- Saxe
- Saxe-Anhalt
- Schleswig-Holstein
- Thuringe

À partir de 2012, seuls les clubs des Länder suivants participent à cette série : 
- Brême
- Hambourg
- Basse-Saxe
- Schleswig-Holstein

Les clubs des autres  Länder cités plus haut sont reversés dans la nouvelle Regionalliga Nord-Est.

## Formule de la compétition
De la saison saison 2008-2009 à la saison 2011-2012, le champion est directement promu. De la saison 2012-2013 à la saison 2017-2018, le premier de Regionalliga Nord se qualifie pour un tournoi final à six équipes qui détermine les trois promus en 3. Liga. À partir de la saison 2018-2019, la formule varie entre les saisons : une saison sur 3, le champion est directement promu, la saison suivante il affronte le champion de Regionalliga Bavière en barrages, la saison suivante il affronte le champion de Regionalliga Nord-Est.
Les clubs relégués descendent dans l'Oberliga de leur région.

## Palmarès
Les équipes marquées en gras sont promues en 3. Liga.
| Année | Champions               | Vice-champions          |
| ----- | ----------------------- | ----------------------- |
| 2009  | SV Holstein Kiel        | Hallescher FC           |
| 2010  | SV Babelsberg 03        | VfL Wolfsburg II        |
| 2011  | Chemnitzer FC           | VfL Wolfsburg II        |
| 2012  | Hallescher FC           | SV Holstein Kiel        |
| 2013  | SV Holstein Kiel        | TSV Havelse             |
| 2014  | VfL Wolfsburg II        | SV Werder Brême II      |
| 2015  | SV Werder Brême II      | VfL Wolfsburg II        |
| 2016  | VfL Wolfsburg II        | VfB Oldenbourg          |
| 2017  | SV Meppen               | ETSV Weiche             |
| 2018  | SC Weiche Flensbourg 08 | Hambourg SV II          |
| 2019  | VfL Wolfsburg II        | VfB Lübeck              |
| 2020  | VfB Lübeck              | VfL Wolfsburg II        |
| 2021  | aucun                   | aucun                   |
| 2022  | VfB Oldenbourg          | SC Weiche Flensbourg 08 |
| 2023  | VfB Lübeck              | Hambourg SV II          |
| 2024  | Hanovre 96 II           | SV Meppen               |

1. ↑  SC Weiche Flensbourg 08 et SV Werder Brême II premiers de leurs sous-groupes, le TSV Havelse dispute les barrages.

### Les autres Regionalligen de 2008 à 2012
- Regionalliga Ouest
- Regionalliga Sud

### Les autres Regionalligen depuis 2012
- Regionalliga Nord-Est
- Regionalliga Ouest
- Regionalliga Sud-Ouest
- Regionalliga Bavière

## Sources et Liens externes
- Site de la Fédération allemande de football
- Classements des ligues allemandes depuis 1903
- Base de données du football allemand